# Chirita hiepii
Chirita hiepii är en tvåhjärtbladig växtart som beskrevs av R. Kiew. Chirita hiepii ingår i släktet Chirita och familjen Gesneriaceae. Inga underarter finns listade i Catalogue of Life.